# Смит, Стивен Фрэнсис
Стивен Фрэнсис Смит (англ. Stephen Francis Smith; 1860 — 12 мая 1928) — канадский и британский шахматист.

## Биография
Родился в Онтарио, но в середине 1870-х годов переехал со своей семьей в Англию. Также как егоотец Стивен Фрэнсис Смит по профессии был врачом - членом Королевского колледжа хирургов и обладателем лицензии фармацевта. Серьезно увлекался шахматами. Победил на городском чемпионате Лондона по шахматам в 1895 году, а также занял второе место в таком же турнире 1906 года. Неоднократно участвовал в чемпионатах Великобритании по шахматам и в традиционном новогоднем шахматном турнире в Гастингсе.
Во время Первой мировой войны Стивен Фрэнсис Смит покинул Британские острова и вернулся в Канаду. В 1915 году в Ванкувере выиграл чемпионат местного шахматного клуба, который также был неофициальном шахматном чемпионатом Британской Колумбии.
Представлял Канаду на неофициальной шахматной олимпиаде 1924 года. Он был одним из 15 делегатов, подписавших 20 июля 1924 года учредительный акт Международной шахматной федерации (ФИДЕ).